# Лопес, Рикардо (сталкер)
Рикардо Лопес (англ. Ricardo López; 14 января 1975, Монтевидео, Уругвай — 12 сентября 1996, Холливуд, штат Флорида, США), также известный как Сталкер Бьорк — американский дезинсектор, ставший известным покушением на убийство исландской певицы Бьорк в сентябре 1996 года. Лопес стал одержим певицей в 1993 году и после пришёл в ярость, узнав о её отношениях с музыкантом Голди.
В течение девяти месяцев он вёл видеодневник в своей квартире в городе Холливуд, штат Флорида, в котором размышлял о Бьорк и на другие различные темы, и в то же время он делал бомбу с серной кислотой, которая должна была бы убить или покалечить певицу. 12 сентября Лопес отправил пакет по почте в лондонскую резиденцию Бьорк, затем вернулся домой и совершил самоубийство, которое записывал на камеру. Его разлагающееся тело, а также видео- и рукописный дневник, где он в деталях описал замысел убийства Бьорк, были найдены полицией Флориды через четыре дня. После просмотра видеоплёнки полиция вошла в контакт со Скотланд-Ярдом, который перехватил пакет с бомбой.

## Ранняя жизнь и одержимость Бьорк
Лопес родился в Уругвае в семье представителей среднего класса. Семья переехала на юго-восток США и поселилась в Джорджии. У Рикардо были хорошие взаимоотношения с семьёй; его описывали как человека лёгкого, но в то же время он был интровертом. У Лопеса было несколько друзей-мужчин, но у него никогда не было подруг или девушки. Он чувствовал себя неадекватно и ему было неловко с девушками.
Стремясь стать известным художником, он бросает школу. Он не стал серьёзно заниматься художественной карьерой из-за чувства неполноценности и боязни быть отвергнутым при поступлении в художественную школу. Он с перерывами работал в бизнесе брата по борьбе с вредителями. По достижении восемнадцатилетнего возраста он стал вести жизнь затворника, погрузился в мир фантазий и стал интересоваться знаменитостями. Он стал одержим одной актрисой, но рассердился, когда узнал, что она, закончив одни продолжительные отношения с мужчиной, тут же начала отношения с другим. Лопес перестал интересоваться этой актрисой, когда в 1993 году он обратил своё внимание на исландскую певицу Бьорк. Он начал собирать информацию о её жизни, следить за её карьерой и собирать письма её многочисленных поклонников. Вначале Лопес называл её своей художественной музой и позже вспомнил «эйфорическое чувство», которое его увлечение приносило ему. По прошествии времени его фантазии о Бьорк стали всепоглощающими и он стал всё более отдаляться от реальности. В своём рукописном дневнике Лопес писал о стремлении быть «принятым» Бьорк и желал быть человеком, который «повлиял бы на её жизнь». Он фантазировал об изобретении машины времени, которая позволила бы ему попасть в 70-е и подружиться с ней. Его фантазии о Бьорк не имели сексуального характера, в своём дневнике он написал: «Я не могу заниматься сексом с Бьорк, потому что я люблю её».
Дневник Лопеса содержал в себе 803 страницы. Страницы включают в себя его мысли о Бьорк, а также его чувства неловкости по поводу его избыточного веса, его отвращение и смущение от гинекомастии (которую он назвал уродством и из-за которой он чувствовал себя «жутким») и неспособность заполучить девушку. В различных разделах он писал что считает себя «неудачником, который никогда не научится даже водить», жаловался на чёрную работу истребителя насекомых, которая приносит ему небольшие деньги. Лопес также отметил, что он никогда не «был любим и даже не любил девушку». Профессор психологии Луи Б. Шлезингер (англ. Louis B. Schlesinger) позже, проанализировав дневник Рикардо, отметил, что дневник содержит 168 ссылок на ощущения неудачи, 34 ссылки на суицидальные мысли и 14 прямых или косвенных ссылок на убийство. Хотя Лопес и упоминал других знаменитостей 52 раза, 408 ссылок относились к Бьорк.

## Бомба и дневники
6 мая 1996 года Лопес жил один в квартире в городе Холливуд, штат Флорида. В это время он прочитал статью в Entertainment Weekly, из которой узнал о романтических отношениях Бьорк с коллегой-музыкантом Голди. Лопес снова разочаровался, спустя некоторое время он написал в дневнике: «Я потратил восемь месяцев, а у неё есть чёртов любовник». Разгневавшись, он воспринял факт отношений Бьорк с другим мужчиной как измену, и, учитывая тот факт что она встречается с чёрным мужчиной, Лопес начал фантазировать о том как бы он мог «наказать» певицу.
Лопес перестал писать записи в дневник и начал записывать видеодневник. Согласно Лопесу, цель дневника заключалась в том, чтобы документировать «его жизнь, его искусство и его план». «Комфорт — это то, к чему я стремлюсь, говоря с тобой… Я сам себе психолог. Ты камера. Я Рикардо». Дневник в итоге стал состоять из одиннадцати пронумерованных видеокассет, каждая из которых содержала приблизительно два часа отснятого материала. Ленты были сняты в его квартире и содержат видеоролики о том, что Лопес готовит свою «месть» и обсуждает его «сокрушение, которое оказалось навязчивой идеей» над Бьорк. Ко времени начала видеодневника, гнев Лопеса по поводу отношений Бьорк и Голди усилился, и он решил, что должен убить её. В одной из своих видеозаписей он заявляет: «Мне просто придётся убить её. Я собираюсь отправить пакет. Я собираюсь отправить её в ад».
Сначала Лопес намеревался построить бомбу, заполненную иглами, содержащими заражённую ВИЧ кровь. Это удовлетворило желание Лопеса быть человеком, который будет оказывать продолжительное влияние на жизнь певицы. Он отказался от плана, поняв, что создать такое устройство не представляется возможным. Он начал строительство бомбы с письмом в выдолбленной книге, якобы отправленной в дом Бьорк её записывающим лейблом. Устройство было разработано для того, чтобы, взорвавшись, оно убило или покалечило читателя после открытия книги. Последний аспект его плана состоял в том, чтобы совершить самоубийство после отправки бомбы. Лопес надеялся, что в случае, если бомба уничтожит Бьорк, они вдвоём объединятся на небесах.

## Смерть
Утром 12 сентября 1996 года Лопес начал снимать заключительную запись в свой видео-дневник. Последняя лента, озаглавленная «Последний день — Рикардо Лопес», начинается с того, что Лопес готовится пойти на почту, чтобы отправить письмо с бомбой. Он отмечает, что он «очень, очень нервничает», но заявляет, что если он вызовет подозрения или будет задержан, он убьёт себя, не дав таким образом себя арестовать. После возвращения из почтового отделения Лопес возобновляет съёмку. На видео видно, как на фоне играющей музыки Бьорк, обнажённый Лопес бреет голову, а затем раскрашивает её красно-зелёной краской. Затем он окрашивает губы в чёрный цвет. Затем он некоторое время смотрит на себя в зеркало, и говорит в камеру: «Сейчас я немного нервничаю. Я определённо не пьян. Я не подавлен. Я точно знаю, что я делаю. Пистолет взведён. Он готов выстрелить». После того, как песня Бьорк «I Remember You» заканчивается, Лопес кричит «This Is for You!» (рус. Это для тебя!) и стреляет в рот из пистолета калибра .38. Лопес стонет и его тело выпадает из диапазона камеры, а затем камера резко прекращает съёмку. На стене позади него висела бумага с рукописными словами «Моё лучшее. 12 сентября». Полиция предположила, что Лопес планировал, что после выстрела эта надпись покроется кровью и частичками мозга. Этот план не удался, поскольку пуля была небольшого калибра и не прошла сквозь голову Лопеса, застряв внутри, и его тело упало, не успев хоть как-то забрызгать надпись.
16 сентября из квартиры Лопеса были замечены неприятный запах и кровь. Офицеры департамента полиции Голливуда вошли в квартиру и обнаружили тело Лопеса. На стене было обнаружено сообщение: «8-миллиметровые видеоролики — это документация о преступлении, террористическом деле и для ФБР». Сотрудники Офиса шерифа округа Бровард эвакуировали из здания жильцов, в то время как отряд сапёров продолжал искать дополнительные взрывчатые вещества, несмотря на то, что было известно, что Лопес изготовил одно устройство.
После просмотра ленты Лопеса «Последний день» полиция связалась со Скотланд-Ярдом, чтобы предупредить их, что пакет находится в пути. Пакет ещё должен был быть доставлен, и Служба столичной полиции перехватила бомбу с южно-лондонского почтового отделения Бомба была безопасно взорвана. По иронии судьбы, Лопес не знал о том, что Бьорк и Голди закончили свои отношения за несколько дней до того, как он отправил письмо с бомбой и убил себя.

## Последствия
После самоубийства Лопеса Бьорк сказала в заявлении, что она была «очень огорчена происшествием». Она сказала: «Это ужасно, очень ужасно. Очень печально, что он пристрелил себя» и «Я занимаюсь музыкой, но, другими словами, люди не должны воспринимать меня слишком буквально и вмешиваться в мою личную жизнь». Она отправила открытку и цветы семье Лопеса.
Бьорк уехала из Лондона в Испанию, где записала свой альбом «Homogenic». Она также наняла охрану для своего сына Синдри, которая сопровождала его в школу. Через год после смерти Лопеса Бьорк рассказала об этом инциденте в интервью: «Я была очень расстроена из-за того, что кто-то умер. Я не могла спать целую неделю. И я бы солгала, если бы сказала, что не испугалась до чертиков того, что я могу пострадать и, что самое главное, что мой сын может пострадать».
Семья и друзья Лопеса знали о его одержимости Бьорк. Они утверждали, что понятия не имели, что Лопес питал мысли о насилии или был способен на насилие. В какой-то момент брат Лопеса сказал ему: «Найди настоящую женщину, ты одержим». Психиатр, лечивший Лопеса от беспокойства незадолго до его смерти, также заявил, что Лопес не выглядел опасным. Видеозаписи Лопеса, в том числе его самоубийство, были конфискованы ФБР и переданы журналистам.

## В популярной культуре
- В 2000 году Сами Саиф[англ.] выпустил 70-минутный документальный фильм «Видеодневник Рикардо Лопеса», представляющий собой сокращенную версию 22-часового видеодневника Лопеса.
- В 2019 году независимый итальянский режиссёр Домициано Кристофаро выпустил 87-минутный эротический фильм ужасов «Одержимый» с рабочим названием «Последний день: Моё лучшее». Видеодневник Лопеса был адаптирован в качестве материала для фильма.
- В 2022 году сюжет с бомбой в виде письма Лопеса упоминался в мультсериале Adult Swim «Улыбающиеся друзья» в эпизоде «Зачарованный лес».